# La seconda volta
La seconda volta è un film del 1995 diretto da Mimmo Calopresti, interpretato da Valeria Bruni Tedeschi e Nanni Moretti. È liberamente ispirato al libro autobiografico Colpo alla nuca di Sergio Lenci.

## Trama
Alberto Sajevo, professore universitario a Torino, un giorno incontra per caso Lisa, la terrorista che dodici anni prima aveva tentato invano di ucciderlo sparandogli un colpo alla testa; condannata a trent'anni, Lisa gode ora di un regime di semilibertà, potendo uscire dal penitenziario pur dovendo rientrare ogni sera.
Il professore, appena ripresosi dopo le obbligate sedute di riabilitazione cui lo costringe la pallottola che ancora porta conficcata nel cranio, comincia per curiosità e forse per rivalsa a seguirla, riuscendo infine a parlarle e a conquistare la sua amicizia. Dapprima la ragazza non lo riconosce e lo scambia per un corteggiatore; tuttavia quando il professore svela la propria identità il confronto si inasprisce fino allo scontro.
Dopo avere fatto i conti con le proprie rispettive posizioni del passato, i due si salutano pacificamente, mentre il professore si accinge a partire per la Svizzera, dove sarà operato per estrarre il proiettile dalla sua testa.

## Riconoscimenti
- 1996 - Festival di Cannes
  - Candidatura Palma d'oro a Mimmo Calopresti
- 1996 - David di Donatello
  - Migliore attrice protagonista a Valeria Bruni Tedeschi
  - Migliore attrice non protagonista a Marina Confalone
  - Candidatura Miglior regista esordiente a Mimmo Calopresti
  - Candidatura Miglior produttore a Angelo Barbagallo e Nanni Moretti
  - Candidatura Miglior fonico di presa diretta a Alessandro Zanon
- 1996 - Nastro d'argento
  - Miglior produttore a Angelo Barbagallo e Nanni Moretti
  - Candidatura Miglior regista esordiente a Mimmo Calopresti
  - Candidatura Migliore attrice protagonista a Valeria Bruni Tedeschi
  - Candidatura Migliore attore protagonista a Nanni Moretti
- 1996 - Globo d'oro
  - Candidatura Miglior opera prima a Mimmo Calopresti
- 1996 - Ciak d'oro
  - Migliore opera prima a Mimmo Calopresti[1]
- 1996 - Premio Flaiano
  - Migliore interprete a Valeria Bruni Tedeschi